# 6월 13일
6월 13일은 그레고리력으로 164번째(윤년일 경우 165번째) 날에 해당한다.

## 사건
- 313년 - 콘스탄티누스 1세와 리키니우스가 니코메디아에서 로마 제국 내에서 기독교를 공인하는 내용의 밀라노 칙령을 반포하다.
- 1395년 - 조선 태조 4년, 개성부(開城府)를 개성유후사(開城留後司)로 고치고, 양광도(楊廣道)를 충청도(忠淸道)로, 서해도(西海道)를 풍해도(豐海道)로 고치고, 강릉도(江陵道)와 교주도(交州道)를 합하여 강원도(江原道)라 하다.
- 1515년 - 조선 중종 10년, 평안도 삼등(三登)·성천(成川)에 홍수로 인명 피해 103명 등 발생하다.
- 1521년 - 조선 중종 16년, 강원도 평강현(平康縣)에서 산사태로 11명이 죽다.
- 1664년 - 조선 현종 5년 (윤달), 기전(畿甸)은 가뭄이 들고, 호서·호남의 천안(天安) 이하 전주(全州) 이상은 홍수가 나다.
- 1790년 - 조선 정조 14년, 경상도에서 환곡의 폐단을 바로잡은 성책을 올리다.
- 1826년 - 조선 순조 26년, 비가 오고 지진이 일어나다.
- 1827년 - 조선 순조 27년, 부정행위 때문에 과거 시험장에 수행인을 동반하지 못하게 하다.
- 1858년 - 청나라와 러시아, 미국, 영국, 프랑스 사이에 톈진 조약이 체결되다.
- 1863년 - 남북 전쟁: 게티즈버그 전역: 제2차 윈체스터 전투가 발발하다. ( ~6월 15일)
- 1878년 - 러시아-튀르크 전쟁의 조정을 위한 베를린 회의( ~7월 13일)가 개최되다.
- 1898년 - 캐나다에서 유콘 준주가 발족되다.
- 1983년 - 미국 NASA에서 발사한 파이어니어 10호가 해왕성 궤도를 통과하다.
- 1986년 - 대한민국 대법원 전원합의체, 일제강점기 토지조사부에 소유자로 등재된 사람의 소유권을 특별한 사정이 없는 한 인정하도록 판결하다. (대판 84다카1773)
- 1994년 - 조선민주주의인민공화국 외무성, 국제 원자력 기구 탈퇴 성명을 발표하다.
- 2000년 - 대한민국과 조선민주주의인민공화국 간의 분단 이후 첫 남북정상회담( ~6월 15일)이 평양에서 개최되다.
- 2002년 -
  - 경기도 양주군 광적면에서 여중생 장갑차 압사 사건이 일어나다.
  - 대한민국, 제3회 전국동시지방선거가 실시되다.
- 2003년 - 체코에서 유럽 연합 가입을 묻는 국민 투표가 실시되다. 55.2%의 투표율을 보였고, 77.3%가 찬성하였다.
- 2005년 - 미국의 대중 가수 마이클 잭슨의 아동 성추행 사건 재판에 대해 배심원이 무죄 평결을 내렸다.
- 2012년 - 이라크의 여러 도시에서 연쇄 폭탄 테러 사건이 발생하여 최소 93명이 사망하고 312명 이상이 부상당하다.
- 2014년 - 홍콩에서 마카오로 가던 고속 페리선이 방파제와 충돌해 한국인 승객을 포함한 50여 명이 부상하였다.

## 문화
- 1781년 - 조선 정조 5년, 《어정팔자백선(御定八字百選)》이 완성되어 인쇄 반포하다.
- 1890년 - 조선 고종 29년, 한성부 양화진에 외인 공동 묘지의 설치를 허가하다.
- 1983년 - 미국 파이어니어 10호가 해왕성 궤도를 통과하다.
- 2009년 - 오스트리아 린츠에서 개최된 2009 안톤 브루크너 국제합창대회에서 장애인 합창단《Voice of the soul》(영혼의 소리로)가 참가특별상을 비롯해 3개 상을 수상하다.
- 2010년 - 일본의 우주 탐사선 하야부사의 캡슐이 소행성 25143 이토카와의 입자를 가지고 지구로 귀환하다.
- 2013년 - 대한민국의 7인조 보이 그룹 방탄소년단이 데뷔하다.

## 탄생
- 823년 - 신성 로마의 제국 황제 카롤루스 2세 칼부스. (~877년)
- 839년 - 카롤링거 왕조 출신의 신성 로마 제국의 황제 카를 3세 크라수스. (~888년)
- 1388년 - 백 년 전쟁 당시 잉글랜드의 주요 군사령관 제4대 솔즈베리 백작 토머스 몬태규. (~1428년)
- 1580년 - 네덜란드의 천문학자이자 수학자 빌러브로어트 스넬리우스. (~1626년)
- 1831년 - 스코틀랜드의 물리학자이자 수학자 제임스 클러크 맥스웰. (~1879년)
- 1865년 - 아일랜드의 시인 예이츠. (~1939년)
- 1897년 - 핀란드의 육상 선수 파보 누르미. (~1973년)
- 1903년 - 대한민국의 독립운동가, 사회운동가 이강훈. (~2003년)
- 1905년 - 중화인민공화국의 정치인 천윈. (~1995년)
- 1909년 - 대한민국의 기독교인 강신명. (~1985년)
- 1924년 - 대한민국의 트로트 가수 이해연. (~2019년)
- 1928년 - 미국의 수학자 존 포브스 내시. (~2015년)
- 1930년 - 프랑스의 고고학자, 역사가 폴 벤. (~2022년)
- 1932년 - 미국의 물리학자 찰스 W. 미스너. (~2023년)
- 1936년 - 프랑스의 장거리 달리기 선수 미셸 재지. (~2024년)
- 1937년 - 독일의 극작자 폴커 루트비히.
- 1940년
  - 대한민국의 트로트 가수 리나 박.
  - 미국의 육상 선수 댈러스 롱. (~2024년)
- 1943년
  - 영국의 배우 맬컴 맥다월.
  - 미국의 정치인 짐 가이 터커. (~2025년)
- 1944년 - 대한민국의 외교관, 정치인 반기문.
- 1950년 - 대한민국의 역술가 청오 정와룡.
- 1951년 - 스웨덴의 배우 스텔란 스카르스고르드.
- 1954년 - 라트비아의 정치인 빌리스 크리슈토판스.
- 1955년 - 대한민국의 현대 서양화가 서경덕.
- 1956년 - 아르메니아의 역도 선수 유리 바르다냔. (~2018년)
- 1957년
  - 러시아의 축구 선수 리나트 다사예프.
  - 미국의 정치인 로이 쿠퍼.
- 1959년 - 대한민국의 성우 김강산.
- 1960년
  - 대한민국의 희극인 이상운.
  - 대한민국의 정치인 정동균. (~2024년)
- 1961년
  - 대한제국 고종 황제 서자 의친왕의 서손자이며 대한제국 황실 후손 이준.
  - 대한민국의 정치인 하은호.
- 1963년 - 미국의 소설가 오드리 니페네거.
- 1965년 - 마미국의 드러머 척 벨러.
- 1966년 - 러시아의 수학자 그리고리 페렐만
- 1967년 - 이탈리아의 기업인 루카 데 메오.
- 1969년
  - 대한민국의 성우 박웅선.
  - 덴마크의 음악가 쇠렌 라스테드.
  - 미국의 배우 및 가수 제이미 월터스.
- 1970년 - 미국의 가수 리버스 쿼모.
- 1971년 - 미국의 성우, 배우 데이비드 멘덴홀.
- 1973년 - 대한민국의 정치인 박민규.
- 1974년 - 일본의 남자 성우 사쿠라이 타카히로.
- 1975년 - 캐나다의 작곡가, 작사가 대니얼 잉그럼.
- 1977년 - 오스트리아의 알파인 스키 선수 라이너 쇤펠더.
- 1978년
  - 미국의 배우 이선 엠브리.
  - 대한민국의 정당인 이주희.
- 1979년
  - 대한민국의 배우 서영희.
  - 대한민국의 전 야구 선수 이재영.
  - 아르헨티나의 축구 선수 디에고 밀리토.
  - 대한민국의 배우 안지혜.
- 1980년 - 프랑스의 축구 선수 플로랑 말루다.
- 1981년
  - 미국의 배우 크리스 에반스.
  - 대한민국의 가수 전민혁 (엠씨더맥스).
  - 대한민국의 가수 한지서. (~2014년)
- 1982년 - 대한민국의 전 희극인 김미려.
- 1984년
  - 대한민국의 레이싱 모델 이지효.
  - 일본의 전 축구 선수 무구루마 다쿠야.
- 1985년
  - 대한민국의 트로트 가수 최순호.
  - 대한민국의 골프 선수 배경은.
  - 대한민국의 영화배우 김화연.
- 1986년
  - 미국의 패션 디자이너, 배우 애슐리 올슨 & 메리케이트 올슨 자매.
  - 프랑스의 전자 음악가 DJ 스네이크.
  - 일본의 축구 선수 혼다 게이스케.
- 1987년 - 대한민국의 영화배우 겸 연극배우 박현수.
- 1988년 - 대한민국의 가수 화연.
- 1989년
  - 대한민국의 프로그래머 김윤환.
  - 대한민국의 바둑 기사 김지석.
  - 그리스의 축구 선수 안드레아스 사마리스.
  - 오스트레일리아의 모델 로빈 롤리.
- 1990년
  - 영국의 배우 에런 테일러존슨.
  - 대한민국의 희극인 박소라.
  - 대한민국의 아나운서 이나연.
  - 대한민국의 가수 김동하.
- 1991년
  - 대한민국의 가수 강시라.
  - 우크라이나 출신 아제르바이잔의 유도 선수 이리나 킨제르스카.
  - 잉글랜드의 축구 선수 라이언 메이슨.
  - 인도네시아의 방송인 한유라.
- 1992년
  - 대한민국의 축구 선수 김진수.
  - 대한민국의 가수 신예찬.
  - 대한민국의 성우 김채린.
- 1993년
  - 카자흐스탄의 피겨 스케이팅 선수 데니스 텐. (~2018년)
  - 가나의 축구 선수 토머스 파티.
- 1994년
  - 대한민국의 배우 강서하. (~2025년)
  - 대한민국의 축구 선수 박지수.
  - 대한민국의 기상캐스터 진연지.
  - 일본의 가수 야가미 쿠미.
  - 일본의 배우 이누카이 아츠히로.
  - 인도의 양궁 선수 디피카 쿠마리.
- 1995년 - 대한민국의 앵커 김예은.
- 1996년
  - 대한민국의 배우, 전 태권도 선수 강설.
  - 오스트레일리아의 배우 코디 스밋맥피.
  - 프랑스의 축구 선수 킹슬레 코망.
- 1997년
  - 대한민국의 가수 진솔 (이달의 소녀).
  - 미국의 래퍼, 가수, 작곡가 070 셰이크.
- 1999년
  - 대한민국의 배우 김동희.
  - 체코의 펜싱 선수 야쿠프 유르카.
- 2000년
  - 중화인민공화국의 바둑 기사 딩하오.
  - 대한민국의 인플루언서 최지효.
- 2001년 - 대한민국의 가수 성한빈.
- 2002년
  - 대한민국의 배우 남다름.
  - 대한민국의 가수 영서.
- 2003년 - 대한민국의 양궁 선수 임시현.
- 2006년 - 대한민국의 바둑 기사 김승구.
- 2009년
  - 칠레의 유튜버 tomiii 11. (~2021년)
  - 대한민국의 가수 김수빈.

### 미상
- 루마니아의 정치인 클라우스 이오하니스.
- 대한민국의 가수 김주완.

## 사망
- 220년 - 중국 후한 말 조조 휘하의 장군 겸 정치인 하후돈. (?~)
- 1231년 - 포르투갈의 성직자이자 프란치스코회의 수사 안토니오 디 파도바 . (1195년~)
- 1876년 - 러시아의 무정부주의자, 혁명가 미하일 바쿠닌. (1814년~)
- 1986년 - 미국의 스윙 재즈 음악가, 클라리넷 연주자 베니 굿먼. (1909년~)
- 2001년 - 대한민국의 비전향 장기수 윤용기. (1926년~)
- 2002년 - 미군장갑차에 희생된 신효순, 심미선. (1988년~)
- 2004년 - 대한민국의 배우 김일우. (1953년~)
- 2012년 - 대한민국의 배우 정아율. (1987년~)
- 2016년 - 대한민국의 공학자, 정치인 김기형. (1925년~)
- 2018년
  - 미국의 역도 선수 찰스 빈시. (1933년~)
  - 미국의 드러머, 음악가 D. J. 폰타나. (1931년~)
- 2020년 - 프랑스의 작가 장 라스파유. (1925년~)
- 2021년 - 미국의 영화배우 네드 비티. (1937년~)
- 2023년 - 미국의 소설가 코맥 매카시. (1933년~)

## 같이 보기
- 전날: 6월 12일 다음날: 6월 14일 - 전달: 5월 13일 다음달: 7월 13일
- 음력: 6월 13일
- 모두 보기
- 정성필